# Tarkeelanjärvi
Tarkeelanjärvi är en sjö i kommunen Lojo i landskapet Nyland i Finland. Sjön ligger 83,8 meter över havet. Den är 2,5 meter djup. Arean är 88 hektar och strandlinjen är 9,09 kilometer lång. Sjön  ingår i Karisåns huvudavrinningsområde.   Den ligger omkring 66 km nordväst om Helsingfors. 
I sjön finns ön Pömpöönsaari. Tarkeelanjärvi ligger sydöst om Vahermajärvi. 